# Liste des monuments de Taroudant
Ceci est une liste des monuments classés par le ministère de culture marocain aux alentours de Taroudant.
| Identifiant monument         | Site      | Monument                                      | Adresse | Date de classement | Décret | Coordonnées                        | Illustration                                  |                       |
| ---------------------------- | --------- | --------------------------------------------- | ------- | ------------------ | ------ | ---------------------------------- | --------------------------------------------- | --------------------- |
| pc_architecture/sanae:560021 | Taroudant | synagogue d'Arazan (d)                        |         |                    |        | à géolocaliser                     | Image manquante Téléverser                    | Télécharger une image |
| pc_architecture/sanae:410014 | Taroudant | Remparts entourant le centre de Taroudant (d) |         |                    |        | 30° 28′ 17″ nord, 8° 52′ 17″ ouest | Remparts entourant le centre de Taroudant (d) | Télécharger une image |
| pc_architecture/sanae:010117 | Taroudant | Agadir Oussaïs (d)                            |         |                    |        | à géolocaliser                     | Image manquante Téléverser                    | Télécharger une image |
| pc_architecture/sanae:280019 | Taroudant | Médina de Taroudant (en)                      |         |                    |        | 30° 28′ 29″ nord, 8° 52′ 52″ ouest | Médina de Taroudant (en)                      | Télécharger une image |